# TV Oyten
Der Turnverein Oyten e. V. ist ein deutscher Sportverein aus dem niedersächsischen Ort Oyten. Bekannt ist der Verein vor allem durch seine Handballabteilung, deren erste Damenmannschaft einige Jahre in der 2. Handball-Bundesliga spielte. Der im Jahr 1911 gegründete Verein bietet darüber hinaus die Sportarten Fußball, Volleyball, Tischtennis, Leichtathletik und Turnen an.

## Handballabteilung

Logo der TV Oyten Vampires

Die Damenmannschaft wurde in der Saison 2006/07 unter dem tschechischen Trainer Libor Hrabal dritter in der Regionalliga Nord. Da der Tabellenerste und -zweite (SGH Rosengarten und SG Misburg) auf den Aufstieg verzichteten, stieg stattdessen der TV Oyten in die 2. Bundesliga auf. Nach nur einer Spielzeit mussten die  Oytenerinnen  jedoch wieder in die Regionalliga absteigen. In der Saison 2008/09 gelang der Mannschaft erneut der Aufstieg in die 2. Bundesliga. Nach zwei Spielzeiten in der 2. Bundesliga stieg der Klub wieder in die 3. Liga ab. In der Saison 2012/13 gewann die Mannschaft unter Trainer Sebastian Kohls (Langwedel) zwar die Meisterschaft in der Nordstaffel der 3. Liga, jedoch wurde auf den damit verbundenen Aufstieg in die 2. Bundesliga verzichtet. In der Saison 2016/17 verzichtete der TV Oyten erneut auf dem Aufstieg in die 2. Bundesliga. In der Saison 2019/20 der 3. Liga wurde am 6. November 2019 bekannt, dass sich der Verein vom bisherigen Trainer Jörg Leyens getrennt hat. Auf das Trainer-Team von Marc Winter und Lars Müller-Dormann folgte Kai Freese. 2022 stieg Oyten in die Oberliga ab. Nachdem die Trainerin Carolin Sunder ihr Team in der Folgesaison zurück in die 3. Liga geführt hatte, bildet sie seitdem gemeinsam mit Thomas Cordes ein Trainerteam.
In den Spieljahren  2017/18 und 2019/20  war der TV Oyten mit  der männlichen A-Jugend in der A-Jugend-Bundesliga vertreten. Nach 2 Qualifikationsrunden am 27./28. Mai 2017 in Groß Lafferde und am 3./4. Juni 2017 in Hannover-Burgdorf hat die Mannschaft unter Trainer Thomas Cordes (Ottersberg) die Qualifikation zur Jugend-Oberhaus geschafft und damit Vereins-Geschichte geschrieben.

### Spielstätte
Die Heimspiele des TV Oyten  finden in der Sporthalle der Pestalozzischule in Oyten statt, die ein Fassungsvermögen von etwa 600 Zuschauern besitzt.

### Saisonbilanzen 1. Damen seit 2005/06
| Saison  | Spielklasse                  | Platz | Sp. | Tore    | Diff. | Punkte |
| ------- | ---------------------------- | ----- | --- | ------- | ----- | ------ |
| 2005/06 | Regionalliga                 | 9     | 26  | 693:694 | −01   | 25:27  |
| 2006/07 | Regionalliga                 | 3     | 26  | 733:657 | +076  | 36:16  |
| 2007/08 | 2. Bundesliga                | 13    | 24  | 560:716 | −156  | 06:42  |
| 2008/09 | Regionalliga                 | 1     | 26  | 904:690 | +214  | 49:03  |
| 2009/10 | 2. Bundesliga                | 7     | 20  | 580:597 | −017  | 15:25  |
| 2010/11 | 2. Bundesliga                | 11    | 22  | 640:736 | −096  | 07:37  |
| 2011/12 | 3. Liga (Staffel: Nord)      | 3     | 26  | 901:761 | +140  | 39:13  |
| 2012/13 | 3. Liga (Staffel: Nord)      | 1     | 26  | 899:719 | +180  | 43:09  |
| 2013/14 | 3. Liga (Staffel: Nord)      | 2     | 26  | 867:708 | +159  | 43:09  |
| 2014/15 | 3. Liga (Staffel: Nord)      | 8     | 26  | 739:751 | −012  | 22:30  |
| 2015/16 | 3. Liga (Staffel: Nord)      | 3     | 22  | 648:576 | +072  | 28:16  |
| 2016/17 | 3. Liga (Staffel: Nord)      | 1     | 22  | 695:607 | +088  | 34:10  |
| 2017/18 | 3. Liga (Staffel: Nord)      | 7     | 22  | 608:613 | −005  | 19:25  |
| 2018/19 | 3. Liga (Staffel: West)      | 4     | 22  | 624:606 | +018  | 27:17  |
| 2019/20 | 3. Liga (Staffel: Nord)      | 11    | 17  | 444:519 | −075  | 08:26  |
| 2020/21 | 3. Liga (Staffel: Nord-Ost)  | 8     | 03  | 063:077 | −014  | 02:04  |
| 2021/22 | 3. Liga (Staffel: A)         | 11    | 20  | 468:557 | −089  | 08:32  |
| 2022/23 | Oberliga-Nordsee             | 1     | 26  | 789:643 | +146  | 40:12  |
| 2023/24 | 3. Liga (Staffel: Nord-West) | 12    | 22  | 508:685 | −177  | 06:38  |

|  | Aufstieg |
|  | Abstieg  |

## Bekannte ehemalige Spielerinnen
- Petra Boueke[5]
- Andrea Bölk
- Bryana Newbern